# Jan Pauwel Gillemans (starszy)

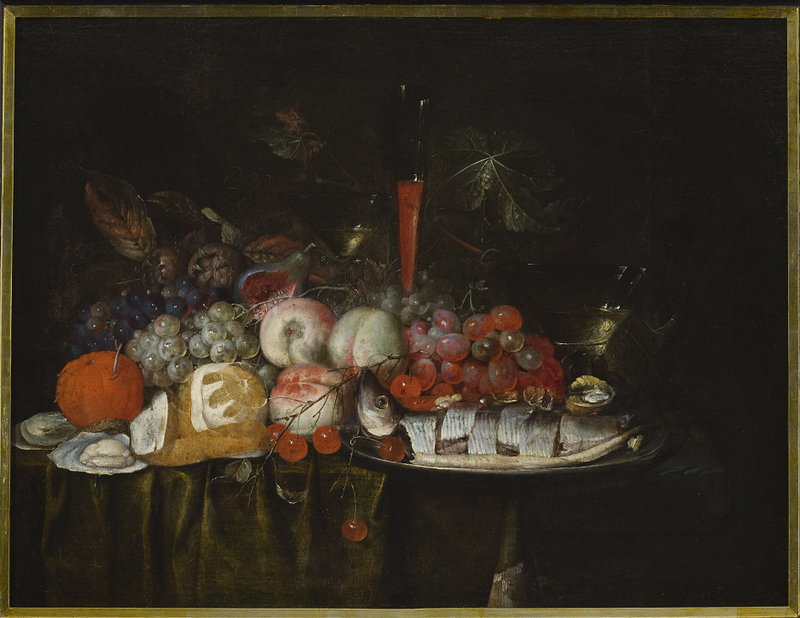
Jan Pauwel Gillemans I Owoce i pokrojony śledź (1668), Muzeum Narodowe w Warszawie

Jan Pauwel Gillemans (starszy) (ur. 1618 w Antwerpii, zm. 1675 tamże) – flamandzki malarz barokowy i złotnik.

## Życiorys
Gillemans był całe życie związany z Antwerpią. Pomiędzy 18 września 1647 a 18 września 1648 wstąpił jako mistrz (wijnmeester) do gildii św. Łukasza. Malował portrety i martwe natury w manierze Jana Davidszoona de Heema. Najczęściej przedstawiał martwe natury śniadaniowe i z owocami. Jego prace odznaczają się bogatą kolorystyką i dekoracyjnością. Pod względem technicznym nie ustępował swojemu mistrzowi, jednak nie dorównywał mu w umiejętności tworzenia spójnych kompozycji.
Uczniami Gillemansa byli: noszący to samo imię i nazwisko syn oraz Jan Frans van Son.
W Muzeum Narodowym w Warszawie znajduje się obraz olejny Gillemansa, Owoce i pokrojony śledź (1668).